# Brokeback Mountain (ópera)
Brokeback Mountain es una ópera estadounidense compuesta por Charles Wuorinen con libreto de Annie Proulx, basada en su historia homónima.
Compuesta en inglés fue estrenada en el Teatro Real de Madrid el 28 de enero de 2014, encargada por el director Gerard Mortier
La presentación de esta ópera suscitó una gran expectación en los medios y buena acogida del público.
Fue estrenada en el Teatro Real de Madrid, el 28 de enero de 2014, con Tom Randle y Daniel Okulitch en los papeles de Jack y Enis. Posteriormente en el Salzburger Landestheater y en Nueva York el 31 de mayo de 2018 en el Rose Theater del Lincoln Center.

## DVD
- Wuorinen: Brokeback Mountain, Teatro Real de Madrid